# べか太郎

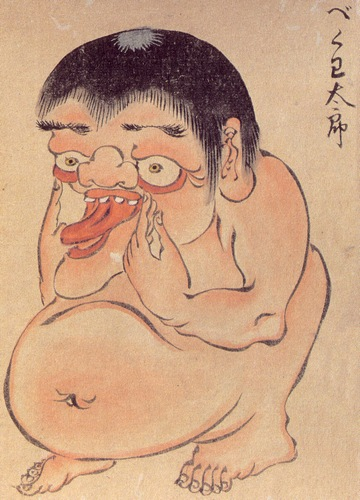
松井文庫所蔵『百鬼夜行絵巻』より「べくわ（べか）太郎」

べか太郎（べかたろう）は日本の妖怪絵巻にある妖怪。松井文庫に所蔵されている江戸時代に描かれた絵巻物『百鬼夜行絵巻』（1832年）に両手で両目の下まぶたを下げ、口から舌を出すしぐさをした姿で描かれているが、どのような妖怪なのか詳細は不明である。
おなじく江戸時代に描かれた絵巻物『百物語化絵絵巻』（1780年）では同様の格好をした妖怪があかんべい（あかんへい）という名前で描かれているが、こちらも詳細は不明である。雑誌『太陽』75年8月号（特集「お化けと幽霊」）のカラーページでは、絵巻物（『百鬼夜行絵巻』の「べか太郎」）の写真が「べろり太郎」という名前で紹介されているが「何をし何処に出た妖怪かもわからない」と記されている。なお、あかんべえのことを「べかこ」や「べっかんこう」とも言う。

## ペロリ太郎
水木しげるの著書には、とても大食らいで、人間をも食べてしまう妖怪「ペロリ太郎」に「べか太郎」をモチーフとした図像が使用されている。このペロリ太郎は、あまりにも食いしん坊であるために両親に捨てられ、空腹のあまり人間を食べるようになった太郎という男が妖怪化したものだとされる。
2014年の水木の著作では同じ絵の解説文は「べか太郎」に差し替えられており、「ペロリ太郎」についての上記のような解説は見られず、解説の出自などについても明らかになっていない。

## 関連記事
- 日本の妖怪一覧
- ぶかっこう